# Відзначення 20-річчя від утворення Народного Руху України

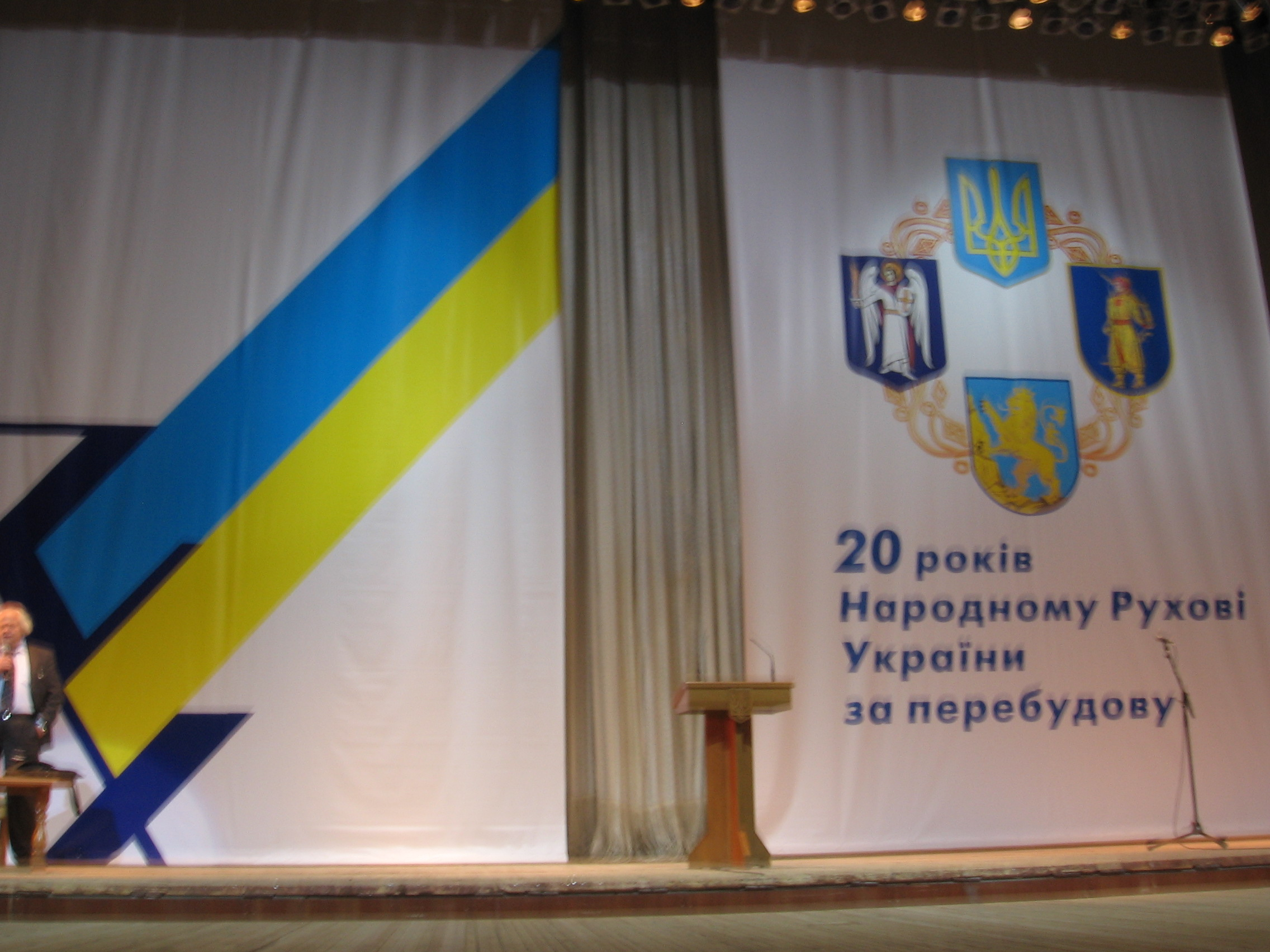
20-річчя створення НРУ. Урочисте засідання в Палаці «Україна», м. Київ. 2009 р. 12.09.2009

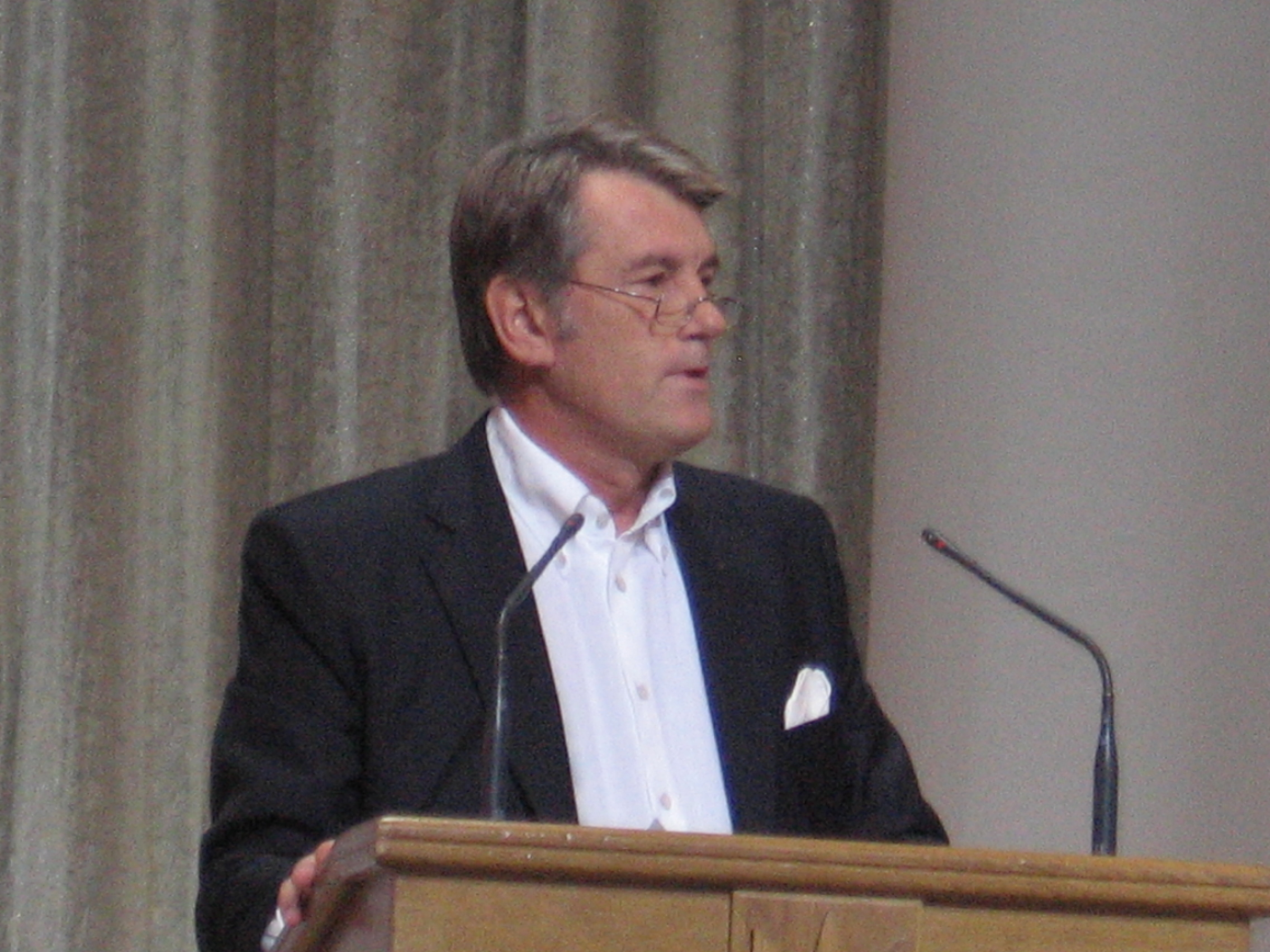
20-річчя створення НРУ. Урочисте засідання в Палаці «Україна», м. Київ. 2009 р. Виступає Президент України Віктор Ющенко. 12.09.2009

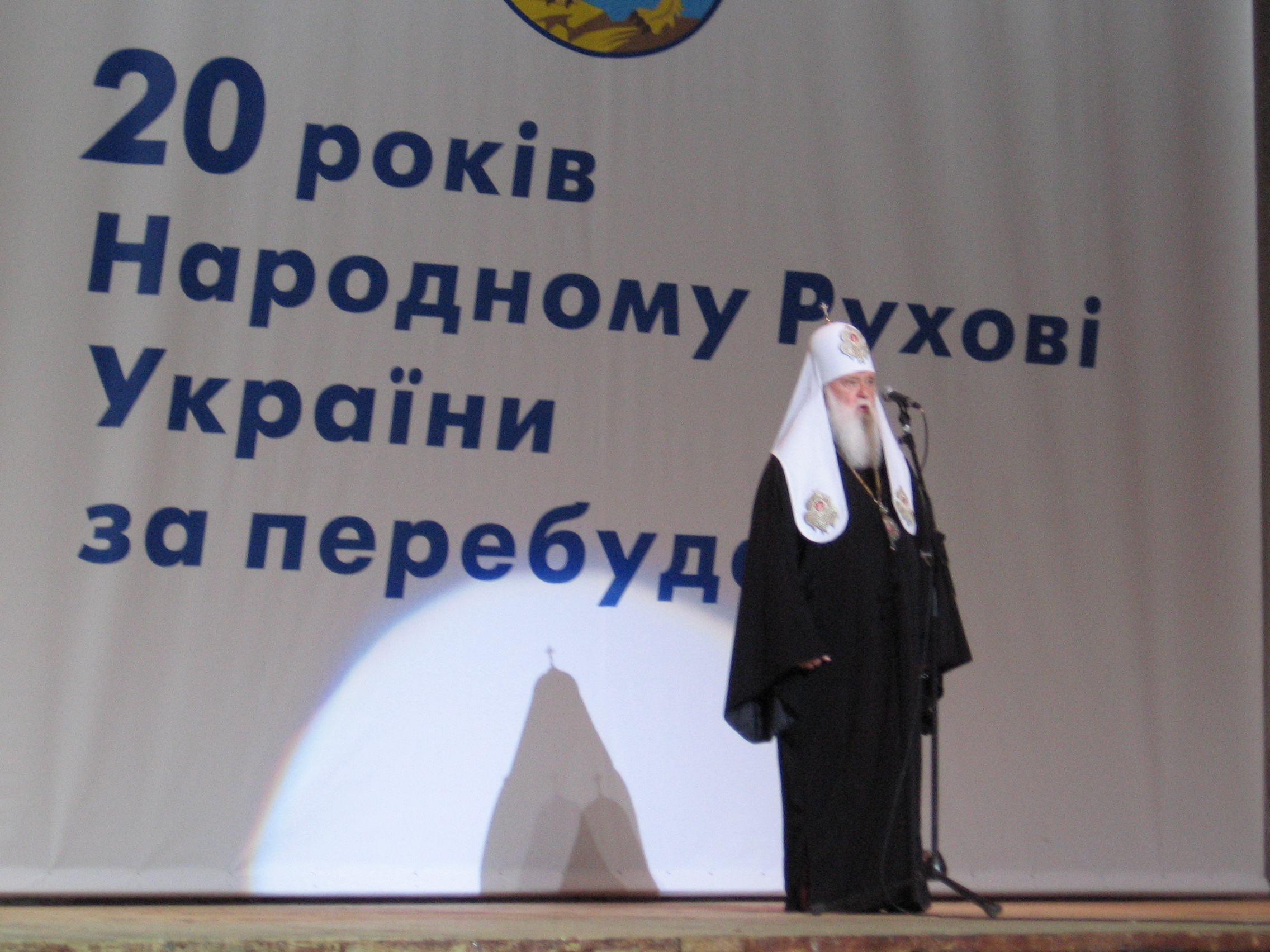
20-річчя створення НРУ. Урочисте засідання в Палаці «Україна», м. Київ. Виступає Святіший Патріарх Київський і всієї Руси-України Філарет. 12.09.2009

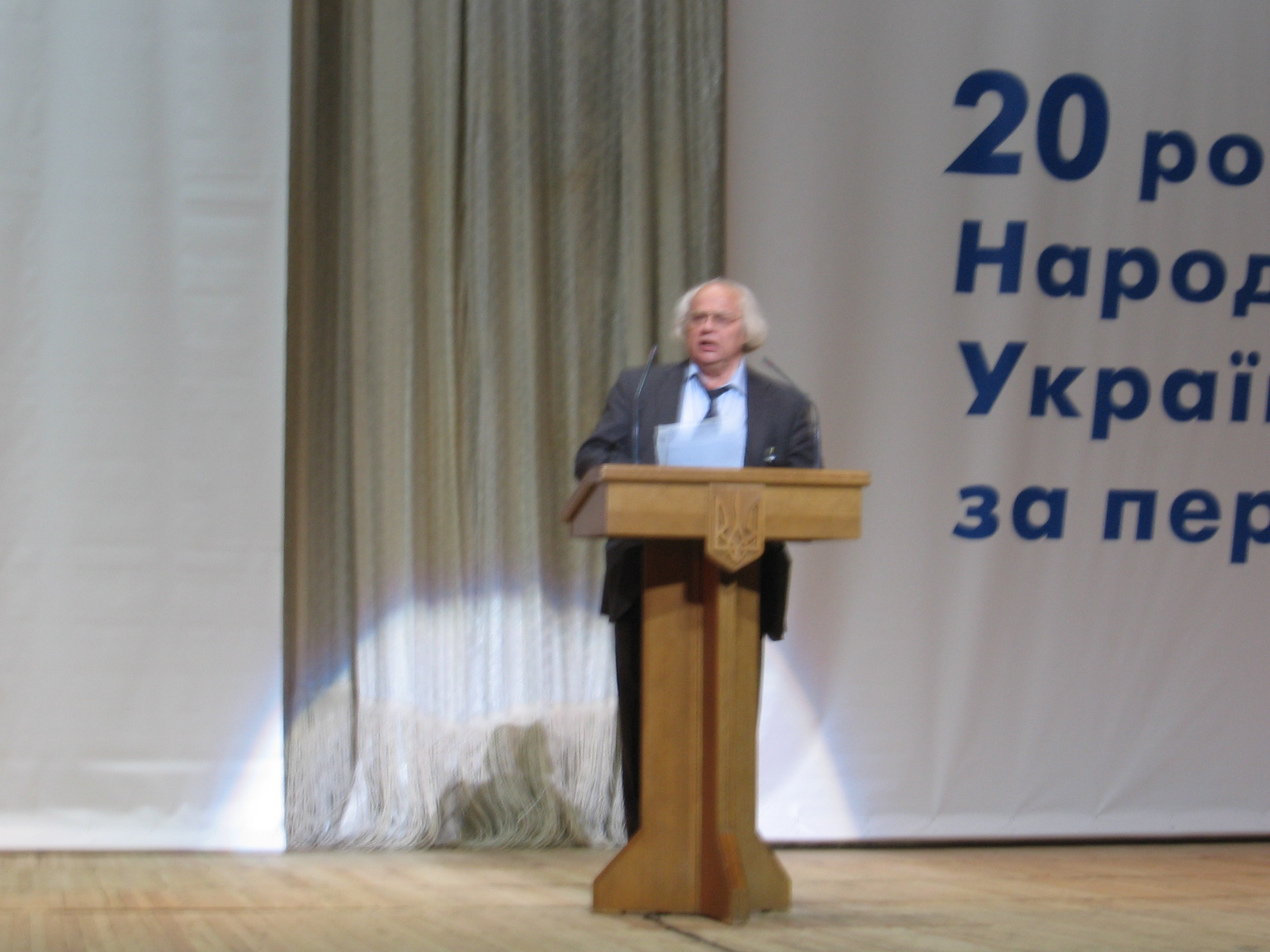
20-річчя створення НРУ. Урочисте засідання в Палаці «Україна», м. Київ. 2009 р. Виступає І. Ф. Драч. 12.09.2009

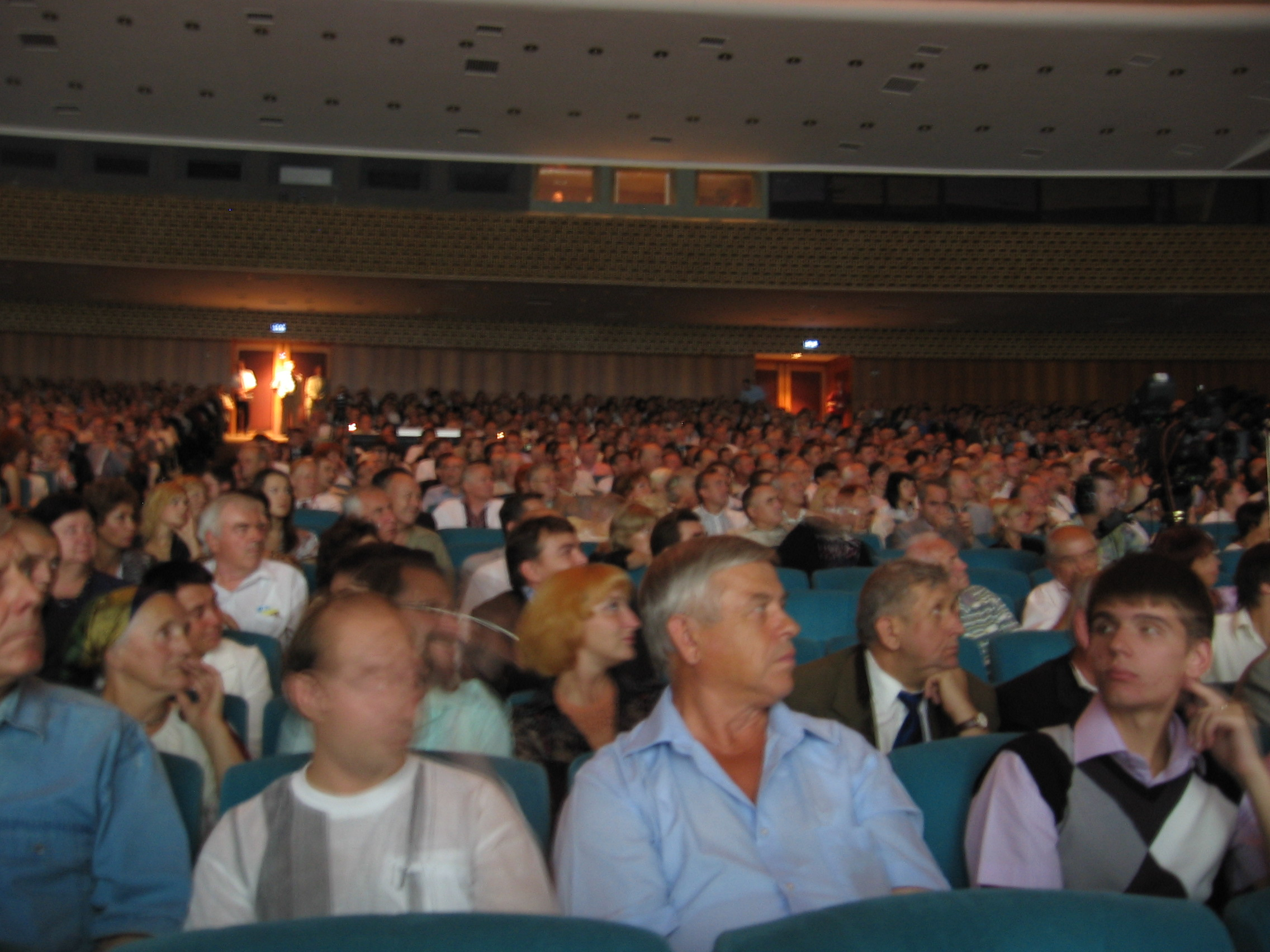
20-річчя створення НРУ. Урочисте засідання в Палаці «Україна», м. Київ. 12.09.2009

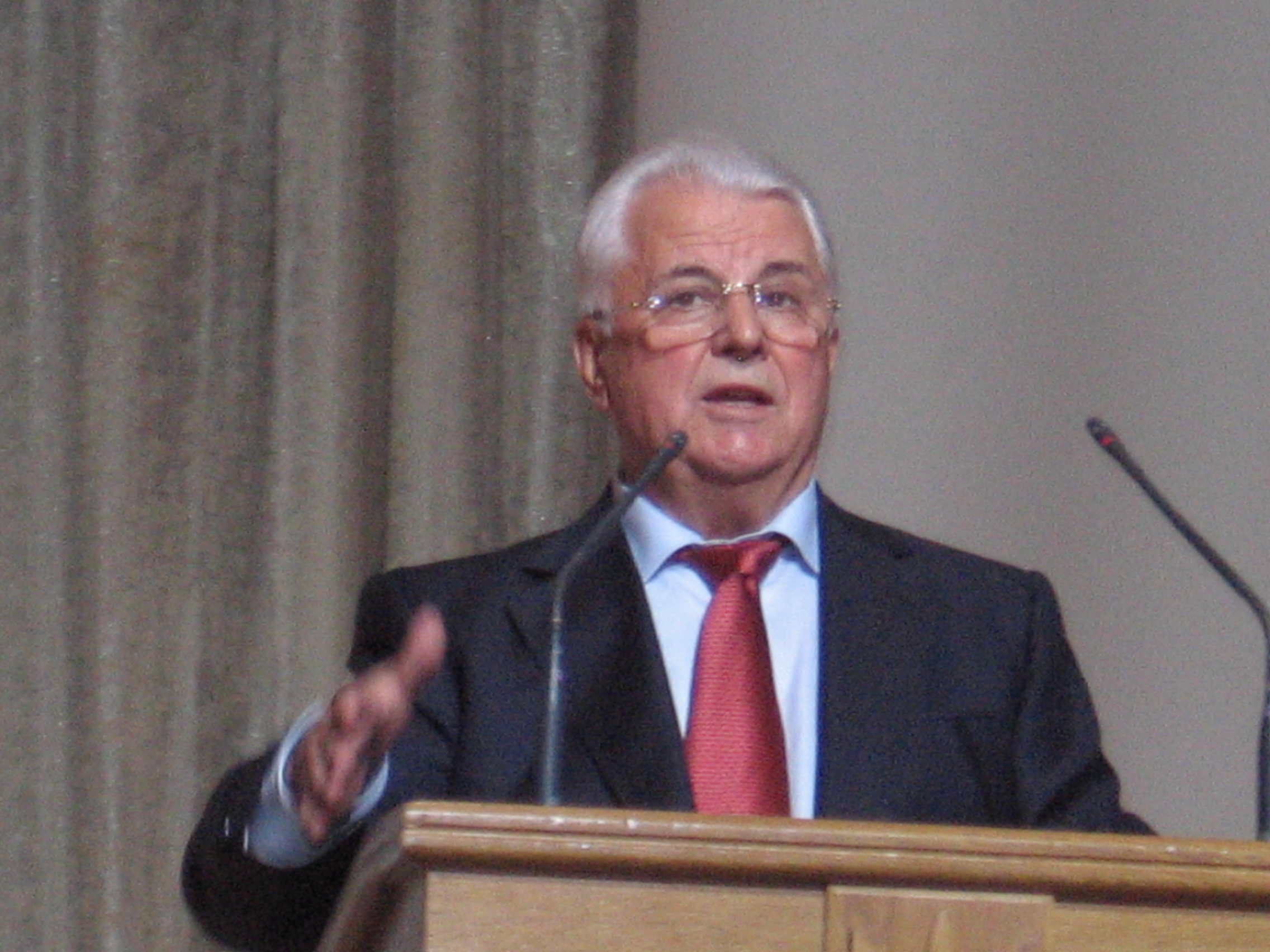
20-річчя створення НРУ. Урочисте засідання в Палаці «Україна». Виступає Екс-Президент України Леонід Кравчук. м. Київ. 12.09.2009

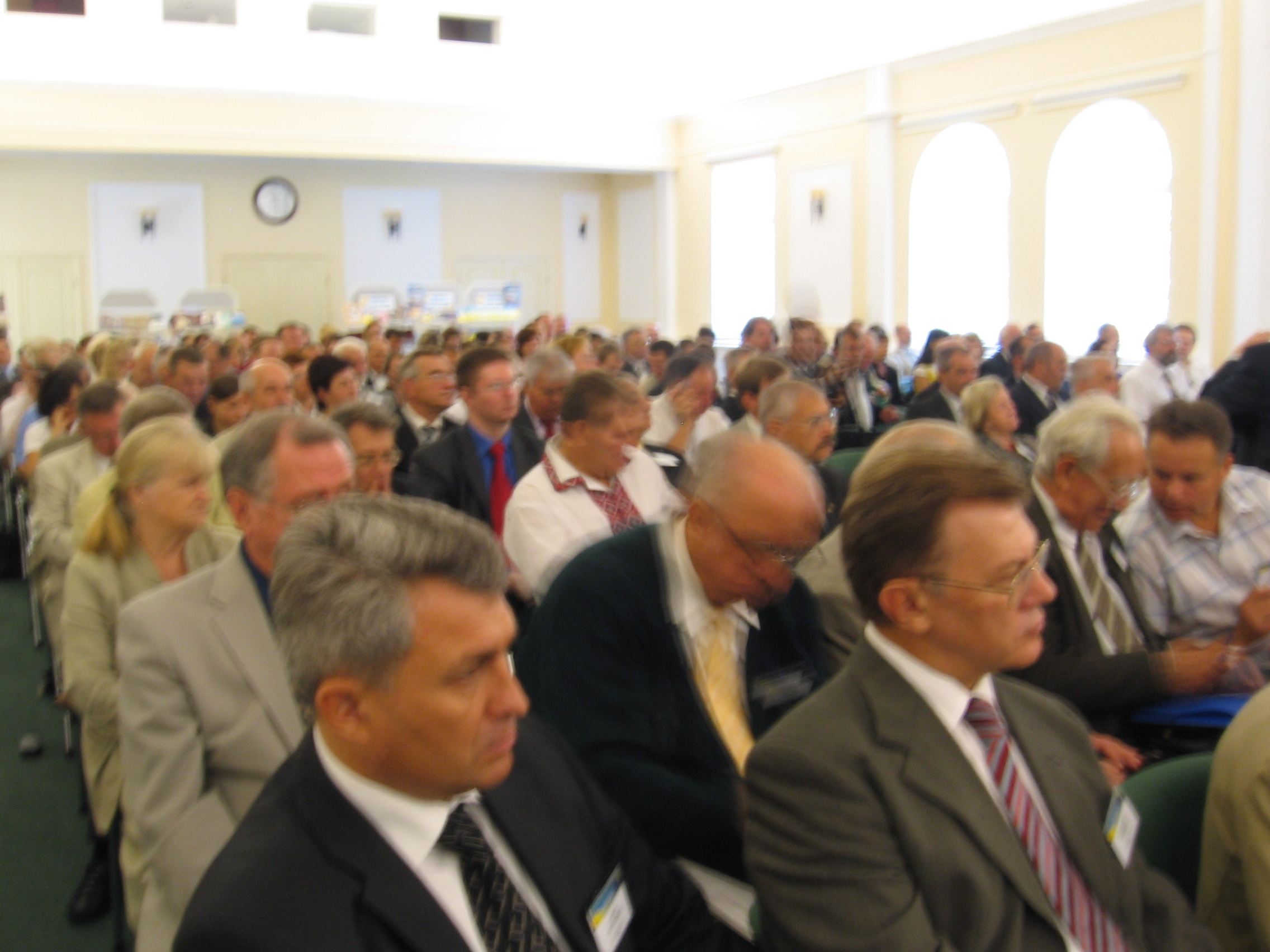
Міжнародна наукова конференція, присвячена історії становлення та діяльності Народного Руху України за перебудову. 10.09.2009 р. м. Київ.

Відзначення 20-річчя від утворення Народного Руху України.
У 2009 році на державному рівні було відзначено 20-річчя створення НРУ. Для організації низки заходів у Центрі і в областях були утворені організаційні комітети, в які входили активісти Народного Руху 90-х років та представники державних адміністрацій.
Очолив загальнодержавний організаційний комітет І. Ф. Драч.
Проведені конференції, видано ряд нових видань з історії НРУ, зокрема, перевидано стенограму І з'їзду НРУ, а також зорганізовано урочисте засідання в Палаці «Україна», м. Київ.
Ряд засновників Народного Руху України та його багаторічних активістів були нагороджені державними нагородами, грамотами обласних держадміністрацій.

## Указ Президента України
В Указі № 155/2009 від 13.03.2009 «Про відзначення 20-ї річниці створення Народного Руху України за перебудову» відзначався видатний внесок Народного Руху України в національне відродження та здобуття Україною незалежності. Постановлено утворити Організаційний комітет з підготовки та відзначення у 2009 році 20-ї річниці створення Народного Руху України за перебудову і призначенои першого голову Народного Руху України Драча Івана Федоровича головою Організаційного комітету.
Голові Організаційного комітету, Українському інституту національної пам'яті приписано дати пропозиції щодо персонального складу Організаційного комітету, а Кабінету Міністрів України — розробити План заходів з підготовки та відзначення у 2009 році 20-ї річниці створення Народного Руху України за перебудову.
При цьому в Указі Президента вже було передбачено:
- проведення у вересні 2009 року в м. Києві у Національному палаці мистецтв «Україна» всеукраїнських урочистих зборів з нагоди 20-ї річниці створення Народного Руху України за перебудову, а також урочистостей в інших населених пунктах України;

- проведення за участю Національної академії наук України, Національної академії державного управління при Президентові України у червні 2009 року міжнародної наукової конференції, присвяченої історії становлення та діяльності Народного Руху України за перебудову, видання відповідних матеріалів;

- організацію виставок документів і матеріалів, пов'язаних із діяльністю Народного Руху України за перебудову, зокрема тематичної експозиції в Центрі ділового та культурного співробітництва «Український дім»;

- видання наукової та науково-популярної літератури з історії Народного Руху України за перебудову, спогадів його лідерів та активістів; створення та показ документальних фільмів про діяльність Народного Руху України за перебудову;

- випуск в обіг поштової марки та конверта, присвячених 20-й річниці створення Народного Руху України за перебудову, здійснення спецпогашення поштової марки.

Ряд відповідних доручень стосовно інформаційного та ін. забезпечення відзначення 20-річчя від утворення Народного Руху України було дано Українському інституту національної пам'яті, Державному комітету архівів України, Службі безпеки України та Міністерству внутрішніх справ України, Міністерству освіти і науки України, Раді міністрів Автономної Республіки Крим, обласним, Київській та Севастопольській міським державним адміністраціям, Державному комітету телебачення та радіомовлення України.

## Організаційний комітет
Спеціальним Розпорядження Президента України було затверджено оргазізаційний комітет по відзначенню 20-річчя Народного Руху України у такому складі:
| Драч Іван Федорович - перший голова Народного Руху України за перебудову, голова Організаційного комітету - Васюник Іван Васильович - Віце-прем'єр-міністр України, співголова Організаційного комітету - Кислинський Андрій Миколайович - заступник Глави Секретаріату Президента України, співголова Організаційного комітету - Заєць Іван Олександрович - народний депутат України, заступник голови Організаційного комітету - Білецький Володимир Стефанович - професор Донецького національного технічного університету, один з чільних організаторів Народного Руху на Донбасі, делегат Установчого З'їзду Народного Руху України за перебудову - Вакарчук Іван Олександрович - Міністр освіти і науки України - Василенко Володимир Андрійович - радник Департаменту секретаріату Міністра закордонних справ України - Вовкун Василь Володимирович - Міністр культури і туризму України - Головатий Сергій Петрович - народний депутат України, член організаційного комітету Установчого З'їзду Народного Руху України за перебудову - Голубченко Анатолій Костянтинович - перший заступник голови Київської міської державної адміністрації - Горинь Михайло Миколайович - голова секретаріату Народного Руху України за перебудову (1989 рік), народний депутат України першого скликання - Жеребецький Євген Петрович - народний депутат України другого скликання - Кендзьор Ярослав Михайлович - народний депутат України - Кириленко В'ячеслав Анатолійович - народний депутат України - Коваль В'ячеслав Станіславович - народний депутат України, член організаційного комітету Установчого З'їзду Народного Руху України за перебудову - Кулинич Віктор Пилипович - помічник-консультант народного депутата України, керівник мандатної групи організаційного комітету Установчого З'їзду Народного Руху України за перебудову - Лавринович Олександр Володимирович - Перший заступник Голови Верховної Ради України - Матвійчук Володимир Макарович - заступник Міністра фінансів України - Мовчан Павло Михайлович - народний депутат України, голова Всеукраїнського товариства "Просвіта" імені Тараса Шевченка - Мосіюк Олександр Миколайович - помічник-консультант народного депутата України, член організаційного комітету Установчого З'їзду Народного Руху України за перебудову - Наливайченко Валентин Олександрович - Голова Служби безпеки України - Новохатський Костянтин Євгенович - заступник Голови Державного комітету архівів України - Павленко Юрій Олексійович - Міністр України у справах сім'ї, молоді та спорту - Павличко Дмитро Васильович - голова Української всесвітньої координаційної ради - Патон Борис Євгенович - президент Національної академії наук України - Попович Мирослав Володимирович - директор Інституту філософії імені Г. Сковороди НАН України (за згодою) - Поровський Микола Іванович - народний депутат України першого, другого та четвертого скликань, керівник Центру підготовки Установчого З'їзду Народного Руху України за перебудову - Приходько Володимир Панасович - ректор Національної академії державного управління при Президентові України - Рубан Юрій Григорович - директор Національного інституту стратегічних досліджень - Сарана Валерій Юрійович - директор комунального підприємства Чернігівської обласної ради "Дирекція будівництва Меморіального комплексу "Пам'яті Героїв Крут", член організаційного комітету Установчого З'їзду Народного Руху України за перебудову - Стойко Іван Михайлович - народний депутат України - Танюк Леонід Степанович - народний депутат України першого - четвертого скликань - Тарасюк Ігор Григорович - Керівник Державного управління справами - Ткач Роман Володимирович - народний депутат України - Ткачик Богдан Іванович - заслужений художник України - Черняк Володимир Кирилович - головний науковий консультант Інституту законодавства Верховної Ради України, заступник голови Народного Руху України за перебудову (1989 рік), народний депутат України третього та четвертого скликань - Шевченко Василь Григорович - заступник Голови Державного комітету телебачення та радіомовлення України - Шутов Ілля Якимович - аспірант Національної академії державного управління при Президентові України, член організаційного комітету Установчого З'їзду Народного Руху України за перебудову, відповідальний секретар оргкомітету по регіону Донбас. - Юхновський Ігор Рафаїлович - виконувач обов'язків Голови Українського інституту національної пам'яті (2009). |

## З Постанови Верховної Ради України N 1557-VI від 25 червня 2009 року «Про відзначення 20-річчя створення Народного Руху України за перебудову»
Згідно з цією постановою Кабінету Міністрів України, місцевим державним адміністраціям, органам місцевого самоврядування у межах своїх повноважень зокрема рекомендовано:
- спорудити на честь створення Народного Руху України за перебудову монумент на одній із центральних площ міста Києва з одночасним перейменуванням її на майдан Народного Руху України за перебудову;( не зроблено)
- встановити меморіальну дошку на будинку, де знаходився перший Секретаріат Народного Руху України за перебудову, за адресою: місто Київ, Музейний провулок, 8;(не зроблено)
- Рекомендувати Національному банку України виготовити та ввести в обіг ювілейну монету та пам'ятну медаль з нагоди 20-річчя створення Народного Руху України за перебудову (не зроблено).

## Відзнака «20 років Народному Руху України»

Відзнака «20 років Народному Руху України». Фрачний варіант (тираж 150 шт.).

- Настольна медаль . Проект

- Ювілейна відзнака «20 — років Народного Руху України за перебудову»  . Проект

Виготовляється із жовтого металу і має форму ромба (хреста доби Київської Русі). Посередині ромба розміщений Державний герб України — Тризуб, від якого по краях спадає до низу український Національний Прапор.
Тризуб служить стрижнем прапора і тримає всю композицію.
Під гербом на білому тлі напис «ХХ — років Народного Руху України за перебудову».
Усі зображення і напис рельєфні.
Елементи відзнаки покриваються емалями відповідно до кольорів національної символіки: тло ромба біле герб і обрамлення — золоті, прапори — синьо-жовті, напис — золотий.
Медаль за допомогою кільця і вушка з'єднується із колодкою обтягнутої синьо-жовтою стрічкою.
Розмір відзнаки: 40×38 мм, висота колодки 40 мм.
Автори проекту відзнаки — Микола Крижанівський,  Ілля Шутов.
- Фрачний варіант відзнаки «20 років Народного Руху України»

Має зменшені розміри. Відкарбований на  Банкнотно-монетному дворі України  тиражем 150 примірників. (10 шт.- поліпшена  позолота)

## Поштові видання до 20-річчя Народного Руху України
- Конверт

Ювілейний конверт «Народний Рух України за перебудову. 20 років»- виготовлено 86 тисяч, спецпогашення відбулося у «Палаці мистецтв Україна» перед урочистим засіданням.
- Штамп укрпошти для спецпогашення. Перший день

- Марка: Рішення про випуск марки прийняте вересневою художньою радою Укрпошти. 19.12.2009 року введено в обіг поштову марку «Народний Рух України за перебудову. 20 років»Марка, видана до 20-річчя Народного Руху України

Параметри марки:
- - Формат марки — 26×22 мм.
  - Перфорація гребінчаста — 13 3/4.
  - Номінал марки — 1,50 грн.

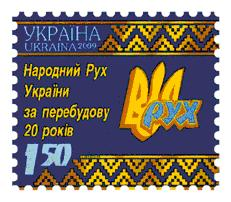
Марка, видана до 20-річчя Народного Руху України

  - Кількість марок в аркуші — 25 (5х5).
  - Тираж — 140 000 примірників.
  - Захист: мікротекст «В. Мефоденко»; в УФ променях світяться тризуб та контури слова «Рух».
  - На берегах аркуша надруковано штриховий код 4823027128610. Зам. 9-3651 04.12.2009.
  - Дизайн марки Валентини Мефоденко.
  - Марка — багатоколірна, спосіб друку — офсет.
  - Марку надруковано на ДП «Поліграфічний комбінат „Україна“ по виготовленню цінних паперів».

Див. також: Поштова марка "Народний Рух України за перебудову. 20 років"

## Видання до 20-річчя Народного Руху України
- Три дні вересня (Матеріали установчого з'їзду Народного Руху України за перебудову). К.:"Українська енциклопедія" імені М. П. Бажана, 2009. — 496 с.
- Білецький В. С. Історія Донецької крайової організації Народного Руху України (1989–1991 рр.). Донецьк: Український культурологічний центр, Донецьке відділення НТШ, 2009. — 172 с.
- Боротьба за незалежність України у 1989–1992 рр.: Чернігівська крайова організація НРУ.//Упор. С. В. Бутко, С. В. Соломаха//Чернігів: Чернігівські обереги, 2009. — 432 С.